# Barrage de la Mégiscane
Pour les articles homonymes, voir Mégiscane.
Le barrage de la Mégiscane est un ensemble de cinq infrastructures (dont deux digues et trois barrages) sur le Lac du Poète (rivière Mégiscane), situées dans la ville de La Tuque, en Mauricie, dans la province de Québec, au Canada.
La mission de ces infrastructures est de faire dévier l’eau du cours naturel de la rivière Suzie vers le lac du Poète (rivière Mégiscane), puis de dévier l’eau du lac du Poète (rivière Mégiscane) lequel est traversé par la rivière Mégiscane, vers le réservoir Gouin et, par conséquent, vers la rivière Saint-Maurice. Cet ensemble de digues et de barrages vise à régulariser l’alimentation en eau en amont du réservoir Gouin.

## Géographie
Les principaux bassins versants de proximité du barrage de la Mégiscane sont:
- côté nord: rivière Mégiscane, lac Rivas, lac de la Tête (rivière Mégiscane), rivière Berthelot (rivière Mégiscane);
- côté est: baie Adolphe-Poisson, baie Mattawa, baie Saraana, lac du Mâle (réservoir Gouin);
- côté sud: rivière Mégiscane, ruisseau Provancher, lac Chassaigne;
- côté ouest: lac Brécourt, rivière Suzie, rivière Mégiscane, rivière Kekek, rivière Serpent (rivière Mégiscane).

L’embouchure naturelle du « lac du Poète » est localisée au Nord-Ouest du lac, où le barrage de la Mégiscane a été aménagé, soit à:
- 1,6 km à l’Ouest de l’embouchure artificielle du « lac du Poète », menant au Lac Martin;
- 4,2 km à l’Ouest de l’embouchure du deuxième canal de dérivation (confluence avec la baie Piciw Minikanan);
- 14,0 km au Sud-Ouest de l’embouchure de la baie Adolphe-Poisson (confluence avec le lac du Mâle (réservoir Gouin));
- 29,0 km au Sud-Ouest de la sortie de la passe Kaopatinak laquelle sépare en deux le lac du Mâle (réservoir Gouin);
- 49 km au Sud-Ouest du centre du village de Obedjiwan lequel est situé sur une presqu’île de la rive Nord du réservoir Gouin;
- 104,7 km à l’Ouest du barrage Gouin;
- 141,1 km à l’Ouest du centre du village de Wemotaci (rive Nord de la rivière Saint-Maurice);
- 230 km au Nord-Ouest du centre-ville de La Tuque;
- 322 km au Nord-Ouest de l’embouchure de la rivière Saint-Maurice (confluence avec le fleuve Saint-Laurent à Trois-Rivières)[2].

## Infrastructure
Le barrage de la Mégiscane comporte cinq infrastructures, toutes aménagées sur la rive Nord du lac du Poète (rivière Mégiscane).
| Barrage Susie-Mégiscane |                                   |                                   |                                                          |                                                          |                                                          |
| Caractéristiques        | Digue S-1 (Lac Brécourt) X0002442 | Digue B-1 (Lac Brécourt) X0002443 | Mégiscane-1 (Lac du Poète) (au fond d'une baie) X0002444 | Mégiscane-2 (Lac du Poète) (au fond d'une baie) X0002445 | Mégiscane-3 (Lac du Poète) (au fond d'une baie) X0002446 |
| Hauteur                 | 9,8 m                             | 4,5 m                             | 5,8 m                                                    | 7 m                                                      | 6,7                                                      |
| Capacité de retenue     | 7 590 000 000 m3                  | 1 322 500 000 m3                  | 2 817 500 000 m3                                         | 8 000 000 m3                                             | 8 000 000 m3                                             |
| Hauteur de la retenue   | 6,6 m                             | 1,2 m                             | 2,5 m                                                    | 4.0 m                                                    | 3,7                                                      |
| Longueur de l'ouvrage   | 501 m                             | 219 m                             | 67 m                                                     | 178 m                                                    | 83 m                                                     |
| Type de barrage         | Terre                             | Terre                             | Terre                                                    | Terre                                                    | Terre                                                    |
| Type de terrain         | Till                              | Till                              | Till                                                     | Till                                                     | Till                                                     |
| Classe                  | E                                 | E                                 | E                                                        | E                                                        | E                                                        |
| Niveau des conséquences | Minimal                           | Minimal                           | Minimal                                                  | Minimal                                                  | Minimal                                                  |
| Superficie du réservoir | 142,7 ha                          | 142,7 ha                          | 142,7 ha                                                 | 142,7 ha                                                 | 142,7 ha                                                 |
| Année de construction   | 1954                              | 1954                              | 1954                                                     | 1954                                                     | 1954                                                     |

,

## Toponymie
Le terme « Mégiscane » est une dénomination d'origine algonquine associée à une rivière, un lac, un barrage et un lieu-dit. Le terme se traduit par « hameçon » ou « appât à poisson ». Des témoignages de citoyens de la Haute-Mauricie de l'époque indiquent que les Algonquins pêchaient à la ligne de manière intensive sur la rivière Mégiscane.
L’appellation « rivière Mégiscane », parait dans l’ouvrage Noms Géographiques de la Province de Québec et des Provinces Maritimes, par Eugène Rouillard, Québec, 1906, sous la forme de Mégiskan. Le même ouvrage indique aussi les graphies Métiscan, Métiskan, Mékiskan, Migiskan et
Metshishkan; ce dernier mot signifiant selon le R. P. Lemoine hameçon et appât pour le poisson, parce que l'on pêchait beaucoup le poisson dans cette rivière et particulièrement à son embouchure. John Bignell signale, dans son rapport d'arpentage du 16 août 1872, les noms Rivière Métiscan, Poste de Métiscan et Portage à Métiscan, paru dans Description des cantons arpentés et des territoires explorés de la Province de Québec, 1889.
Le toponyme « barrage de la Mégiscane » a été officialisé le 18 septembre 2002 à la Commission de toponymie du Québec.